# Німр ан-Німр
Німр Бакир Амін ан-Німр (араб. نمر باقر أمين النمر; 21 червня 1959 — 2 січня 2016) — авторитетний шиїтський проповідник з Саудівської Аравії, шейх, що піддався судовому переслідуванню і страті.

## Біографія
Народився в селі Аль-Авамія поблизу Ель-Катіфи на сході Саудівської Аравії біля узбережжя Перської затоки.
Шейх став популярний серед шиїтської меншини країни, особливо в Східній провінції королівства, як проповідник, який у своїх промовах і лекціях часто звертався до тем конфесійної дискримінації та утисків шиїтів у Саудівській Аравії. Німр аль-Німр мав брата на ім'я Мухаммед. У 2004 і 2006 роках він ненадовго заарештовувався, у 2008 році зустрічався з американськими дипломатами, відзначили швидке зростання його впливу на шиїтів, котрі називали Німр аль-Німра другою за значимістю шиїтської фігурою в королівстві.

### Арешт і суд
Шейх був поранений поліцією в ногу і заарештований в липні 2012 року після серйозних масових заворушень на сході країни. Його затримання викликало нові протести, а принцеса Сахар бінт Абдалла, яка знаходилася під домашнім арештом, виступила із закликом продовжити справу проповідника і влаштувати в країні революцію. Після суду, який супроводжувався підвищеними заходами безпеки і в справедливості якого правозахисники висловлювали сумніви, Німр аль-Німр був засуджений до смертної кари за «розпалювання ворожнечі і розхитування національної єдності». Йому інкримінували заклики до заворушень і «виходу з покори короля».
25 жовтня 2015 Верховний суд Саудівської Аравії відхилив апеляцію шейха і тим самим зробив його кару можливою. Король Салман затвердив смертний вирок.
Мона аль-Джубейр, його дружина, померла в лікарні в Нью-Йорку, коли він був заарештований.

### Страта
2 січня 2016 року Німр ан-Німр страчений. Політики і духовні лідери шиїтів засудили страту.  Керівник і духовний лідер Ірану аятолла заявив: «Страта мученика шейха Німра стала політичною помилкою керівництва Саудівської Аравії. Несправедливо пролита кров богослова призведе до того, що керівництво Саудівської Аравії спіткає відплата».
Саудівська влада поховала ан-Німра на мусульманському кладовищі, тіло не передали родичам.

### Реакція на страту
Слідом за оголошенням про страту ан-Німра в Саудівській Аравії, а також у Бахрейні, Лівані та Ірані пройшли демонстрації шиїтів. У Саудівській Аравії десятки шиїтів організували ходу з села Ель-Авам, де народився ан-Німр, у місто Ель-Катіф. Протестуючі скандували: «Геть Аль Сауд!». Влада направила в Ель-Катіфу війська для придушення можливих хвилювань. У Бахрейні поліція розігнала протестувальників, застосувавши сльозогінний газ.
Посольство Саудівської Аравії в Тегерані протестуючі іранці закидали пляшками із запальною сумішшю і взяли штурмом. У ніч на 3 січня, іранська поліція витіснила протестуючих з території посольства.
4 січня Саудівська Аравія розірвала дипломатичні відносини з Іраном. Майже одночасно з Іраном розірвали відносини також Бахрейн та Судан. Об'єднані Арабські Емірати (ОАЕ) хоча і не розірвали відносини, але відкликали свого посла з Ірану і скоротили чисельність дипмісії. За офіційною заявою з ОАЕ: «Цей винятковий крок пов'язаний з триваючим втручанням Ірану у внутрішні справи арабських країн Перської затоки, яке останнім часом досягло небачених раніше рівнів».
Того ж дня Саудівська Аравія також припинила авіасполучення і торгівлю з Іраном.